# Illueca
Illueca és un municipi d'Aragó a la província de Saragossa i cap de la comarca d'Aranda. Fou el lloc de naixement de Pedro Martínez de Luna, cardenal d'Aragó des de 1325, i més tard el darrer papa d'Avinyó durant el cisma d'Occident, conegut com el papa Luna.